# Amédée de Talaru
Amédée de Talaru (né à Lyon et mort à Lyon le 11 février 1444) est un pseudo-cardinal français  du XVe siècle. Il est un neveu du pseudo-cardinal Jean de Talaru.

## Biographie
Amédée de Talaru est chanoine de Saint-Just et chanoine, grand-chanoine et archidiacre de Saint-Jean de Lyon. Il assiste au concile de Constance comme député du chapitre de Lyon et au concile de Bâle. Talaru est élu archevêque de Lyon en 1415.  Il est nommé primat de Lyon pour les provinces de Rouen, Tours et Sens.
L'antipape Félix V le crée cardinal lors du consistoire du 12 novembre 1440.